# Евсюнино
Евсюнино — деревня в Кирилловском районе Вологодской области.
Входит в состав Ферапонтовского сельского поселения, с точки зрения административно-территориального деления — в Ферапонтовский сельсовет.
Расстояние по автодороге до районного центра Кириллова — 29,5 км, до центра муниципального образования Ферапонтово — 7,5 км. Ближайшие населённые пункты — Окулово, Малино, Мыс.
По переписи 2002 года население — 12 человек.